# Хойкаас, Рейер
Рейер Хойкаас (1 августа 1906[…], Схонховен, Южная Голландия — 4 января 1994[…], Зейст, Утрехт) — голландский историк науки, религиовед и историк геологии. Вместе с Эдуардом Яном Дийкстерхуисом он был пионером в профессионализации истории науки в Нидерландах. Хойкаас читал престижные лекции Гиффорда в Сент-Эндрюсе в 1975-77 годах. Х. Флорис Коэн посвятил Хойкаасу свой историографический текст «Научная революция» (University of Chicago Press, 1994); его раздел, посвященный религии, посвящен главным образом хойкаам.

## Биография
Родился 1 августа 1906 года в кальвинистской семье мастера серебряной ковки.
Изучал химию и физику в Университете Утрехта, который окончил в 1933 году.
Преподавая химию в средней школе и работая над докторской диссертацией. Опубликовал статьи по истории науки и религии, которые привлекли внимание других ученых к своим способностям.
В 1946 году он стал первым заведующим кафедрой истории науки в голландском университете. С 1946 по 1972 год он был профессором Свободного университета Амстердама (Vrije Universiteit Amsterdam).
В 1959 году он стал членом Королевской нидерландской Академии искусств и наук.
Нетерпение Хойкааса к определённым современным историческим взглядам было объектом уважения и похвалы. Историк Малкольм Остер отметил, что Хойкаас был «лично раздражен» историками, которые приходят к выводу, что у ранних современных ученых с сильными религиозными взглядами, должно быть, было «некоторое психическое расстройство». Примерами таких ученых для Хойкааса являются Блез Паскаль, Роберт Бойл и Исаак Ньютон.
Историк и теолог Джон Хедли Брук сказал, что британские химик и историк Колин А. Рассел «Встречные потоки: взаимодействие между наукой и верой» (Leicester, 1985) разделяет некоторые взгляды Хойкааса.
Член и вице-президент Международного комитета по истории геологических наук (ИНИГЕО) с момента его основания в 1967 году.
В 1976—1984 годах президент ИНИГЕО.
4 января 1994 года скончался в Зейст.

## Публикации
- «Паскаль: его наука и религия». Трактрикс 1, 1989, с. 115—139. (Перевод «Паскаль: Zijn wetenschap en zijn религиозный», 1939)
- «Наука и Реформация», Журнал всемирной истории, 3 (1956): с. 109—139.
- «Ответ на комментарий д-ра Бейнтона о» Науке и Реформации ", Журнал всемирной истории, 3 (1957), стр. 781—784.
- «Наука и богословие в средние века». Свободный университет, квартал 3, 1954, с. 77-163.
- Естественный закон и божественное чудо: принцип единообразия в геологии, биологии и теологии, Лейден: Э.Дж. Брилл, 1963
- «Тейлардизм, псевдонаучное заблуждение» Свободный университет, квартал 9, 1963, с. 1-57
- «Тейлардизм, его предшественники, приверженцы и критики». Свободный университет, квартал 9, 1963, с. 58-83
- Религия и подъём современной науки, Regent College Publishing, 2000 (Другие издания Edinburgh: Scottish Academic Press, 1973 [1-е издание. 1972]). ISBN 1-57383-018-6
- Гуманизм и путешествия открытий в португальской науке и письмах XVI века, издательство North-Holland, 1979, 67 страниц
- «Рост современной науки: когда и почему?» Британский журнал по истории науки 20, 4, 1987, с. 453—473.
- Роберт Бойл: исследование в области науки и христианской веры, Университетское издательство Америки, 1997 ISBN 0-7618-0708-X
- Факт, вера и вымысел в развитии науки, том 205, Бостонские исследования по философии науки, Kluwer Academic Publishers, 1999, ISBN 0-7923-5774-4